# Рева, Виталий Михайлович
Виталий Михайлович Рева (укр. Віталій Михайлович Рева; 25 февраля 1938, Якушинцы, Винницкая область — 4 января 2012, Киев) — украинский автотранспортник и государственный деятель, депутат Верховной Рады Украины I созыва (1990—1994), создатель и первый президент Всеукраинской ассоциации автомобильных перевозчиков (ВААП).

## Биография
Родился 25 февраля 1938 года в селе Якушинцы Винницкого района Винницкой области в семье служащих.
В 1954—1959 годах учился в Киевском автомобильно-дорожном институте, получив специальность инженера-эксплуатационника автотранспорта. В 1984 году окончил Академию управления народным хозяйством в Москве.
В 1959—1967 годах работал механиком, старшим инженером, начальником отдела, главным инженером автотранспортного предприятия города Пермь.
В 1967—1975 годах занимал должность заместителя начальника Киевского областного автоуправления.
В 1975—1988 годах — заместитель начальника управления, начальник пассажирского управления, заместитель министра, Первый заместитель министра автомобильного транспорта УССР.
В 1986 году был участником ликвидации последствий аварии на Чернобыльской АЭС.
В 1988—1990 годах был первым заместителем министра транспорта УССР.
В 1990 году был выдвинут кандидатом в Народные депутаты Украины трудовым коллективом автопредприятия 14312 города Феодосии.

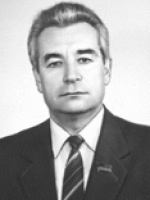
Депутат Верховной Рады Украины I созыва (1990—1994)

18 марта 1990 года был избран депутатом Верховной Рады Украины I созыва от Феодосийского избирательного округа № 249. Входил в группу «За социальную справедливость», был членом Комиссии Верховной Рады Украины по вопросам развития базовых отраслей народного хозяйства.
В 1992 году стал первым вице-президентом Украинской государственной корпорации «Укравтотранс».
В 1993—1996 годах — заместитель министра транспорта Украины — директор департамента автомобильного транспорта Украины.
В 1996—1997 годах — заместитель министра транспорта Украины.
В 1997 году основал Всеукраинскую ассоциацию автомобильных перевозчиков (ВААП), которую возглавлял до декабря 2011 года, когда по состоянию здоровья сложил с себя полномочия президента ВААП.
Умер 4 января 2012 года после тяжелой болезни. Похоронен в Киеве на Байковом кладбище.

## Общественная деятельность
Председатель Украинской научно-технического союза работников автотранспорта и дорожного хозяйства.
Президент Федерации гандбола Украины.
Почётный президент Всеукраинской ассоциации автомобильных перевозчиков.
Академик Транспортной Академии Украины.
Член коллегий Госавтотрансадминистрации и Глававтотрансинспекции.
Член Совета предпринимателей при Кабинете Министров Украины.
Член общественной коллегии Укравтодора.
Кандидат технических наук.
Почётный профессор Национального транспортного университета.

## Награды
- Орден «Знак Почёта» (1973).
- Орден Трудового Красного Знамени (1986).
- Орден «За заслуги» III (15.08.1997)[2], II (2003), I степеней (29.10.2010)[3].
- Почётная грамота Верховой Рады Украины (2003).
- Заслуженный работник транспорта УССР.
- Восемь медалей.